# Miltogramma zaitzevi
Miltogramma zaitzevi är en tvåvingeart som beskrevs av Boris Borisovitsch Rohdendorf och Yu. G. Verves 1980. Miltogramma zaitzevi ingår i släktet Miltogramma och familjen köttflugor.
Artens utbredningsområde är Mongoliet. Inga underarter finns listade i Catalogue of Life.